# Шкрабак, Владимир Степанович
Владимир Степанович Шкрабак (род. 13 апреля 1937, Слюсарево, Одесская область) — доктор технических наук, профессор; заслуженный деятель науки и техники РФ; ректор Ярославского СХИ (1991—1994), СПбГАУ (1994—2003).

## Биография
Родился в Слюсарево Одесской области в крестьянской семье. В 1956 году окончил Ананьевский техникум механизации сельского хозяйства, в 1961 — инженерный факультет Ленинградского сельскохозяйственного института.
В 1961—1963 годы старший, затем главный инженер Ефимовского районного отделения «Сельхозтехника».
С 1966 года, окончив аспирантуру Ленинградского сельскохозяйственного института, преподавал там же: ассистент кафедры двигателей внутреннего сгорания и теплотехники (1966—1974); доцент (1974—1975), заведующий (1975—1991) кафедрой охраны труда. В 1980 году окончил докторантуру в том же институте.
В 1991—1994 годы — ректор Ярославского сельскохозяйственного института.
В 1994—2003 годы — ректор Санкт-Петербургского государственного аграрного университета. В этот период в университете были созданы факультеты безопасности жизнедеятельности, гуманитарно-педагогический, юридический, восстановлены факультеты плодоовощной, агрохимии и агроэкологии, защиты растений и карантина; построены два жилых дома. Одновременно заведовал кафедрой безопасности технологических процессов и производств (1996—2005). Почётный член Совета ректоров Санкт-Петербурга.
Возглавлял научно-методический совет по охране труда при главке вузов МСХ СССР и РФ (1984—2004), научно-методический совет по охране труда Россельхозакадемии (1998—2008).
С июня 2005 года — профессор кафедры безопасности технологических процессов и производств СПбГАУ.
В 2003 году баллотировался в депутаты Государственной Думы Российской Федерации 4-го созыва по списку Аграрной партии России.

## Научная деятельность
В 1967 году защитил кандидатскую, в 1985 году — докторскую диссертацию. Профессор (1986).
Действительный член Украинской академии аграрных наук, Академии транспорта РФ, Международной академии по экологии безопасности жизнедеятельности, Международной академии информатизации, Международной академии аграрного образования, Международной академии высшей школы, Петровской академии наук и искусств.
Подготовил 90 кандидатов и 33 доктора наук.
Автор более 800 научных и научно-методических работ, в том числе 36 учебников, монографий, учебных пособий; 165 патентов на изобретения.

## Награды
- орден
- медали
- Заслуженный деятель науки и техники РСФСР (31 декабря 1992) — за заслуги в научной деятельности[1]